# Luc d'Achery
Luc d'Achery (San Quintino, 28 maggio 1609 – Saint-Germain-des-Prés, 29 aprile 1685) è stato un monaco cristiano e storico francese, dell'ordine benedettino, appartenente alla congregazione di San Mauro, bibliotecario, erudito e storico.

## Biografia
Il 4 ottobre del 1632 entrò come monaco nell'abbazia benedettina della Trinità di Vendôme, ma nel 1637 venne trasferito per motivi di salute all'abbazia maurina di Saint-Germain-des-Prés, presso Parigi.
Nominato bibliotecario, rinvenne importanti manoscritti patristici e di storia ecclesiastica medievale: li raccolse e li pubblicò tra il 1655 ed il 1677 nei tredici volumi dello Spicilegium, sive Collectio veterum aliquot scriptorum qui in Galliae bibliothecis, maxime Benedictinorum, latuerunt, la sua opera principale, continuata da Étienne Baluze ed Edmond Martène.
Accanto a questa antologia vanno ricordate un'edizione delle epistole di san Barnaba (Parigi, 1645); l'Asceticorum vulgo spiritualium opusculorum Indiculus (Parigi, 1645), che servì al suo collega Claude Chantelou per la preparazione dei cinque volumi della Bibliotheca Patrum ascetica (Parigi, 1661); la pubblicazione dell'opera omnia del beato Lanfranco di Pavia (1648), degli scritti dell'abate Guiberto di Nogent (1661) e della Regula Solitaria (1656), guida spirituale per eremiti redatta nel IX secolo da Grimlaico.
Raccolse anche gran parte del materiale degli Acta Ordinis S. Benedicti, completati e pubblicati da Jean Mabillon, che fu suo collaboratore e allievo e che ne continuò l'opera.